# Dia Internacional das Mulheres
O Dia Internacional das Mulheres ou Dia Internacional da Mulher é celebrado, anualmente, no dia 8 de março. A ideia de uma comemoração anual surgiu depois que o Partido Socialista da América organizou o Dia das Mulheres, em 20 de fevereiro de 1909, em Nova York — uma jornada de manifestação pela igualdade de direitos civis e em favor do voto feminino.
Durante as conferências de mulheres da Internacional Socialista, em Copenhague, 1910, foi sugerido, por Clara Zetkin, que o Dia das Mulheres passasse a ser celebrado todos os anos, sem que, no entanto, fosse definida uma data específica. A partir de 1913, as mulheres russas passaram a celebrar a data com manifestações realizadas no último domingo de fevereiro.
Em 8 de março de 1917 (23 de fevereiro, no calendário juliano), ainda na Rússia Imperial, organizou-se uma grande passeata de mulheres, em protesto contra a carestia, o desemprego e a deterioração geral das condições de vida no país. Operários metalúrgicos acabaram se juntando à manifestação, que se estendeu por dias e acabou por precipitar a Revolução de 1917. Nos anos seguintes, o Dia das Mulheres passou a ser comemorado naquela mesma data, pelo movimento socialista, na Rússia e em países do bloco soviético.
Em 1975, o dia 8 de março foi instituído como Dia Internacional das Mulheres, pelas Nações Unidas. Atualmente, a data é comemorada em mais de 100 países — como um dia de protesto por direitos ou de edulcorada celebração do feminino, comparável ao Dia das Mães. Em outros países, a data é amplamente ignorada.
No Brasil, de acordo com a lei federal nº 6 791, de 9 de Junho de 1980, fica instituído o Dia Nacional da Mulher, a ser comemorado anualmente na data de 30 de abril do calendário oficial, tendo como objetivo estimular a integração da mulher no processo de desenvolvimento.

## História

### Uma origem mundial para a data

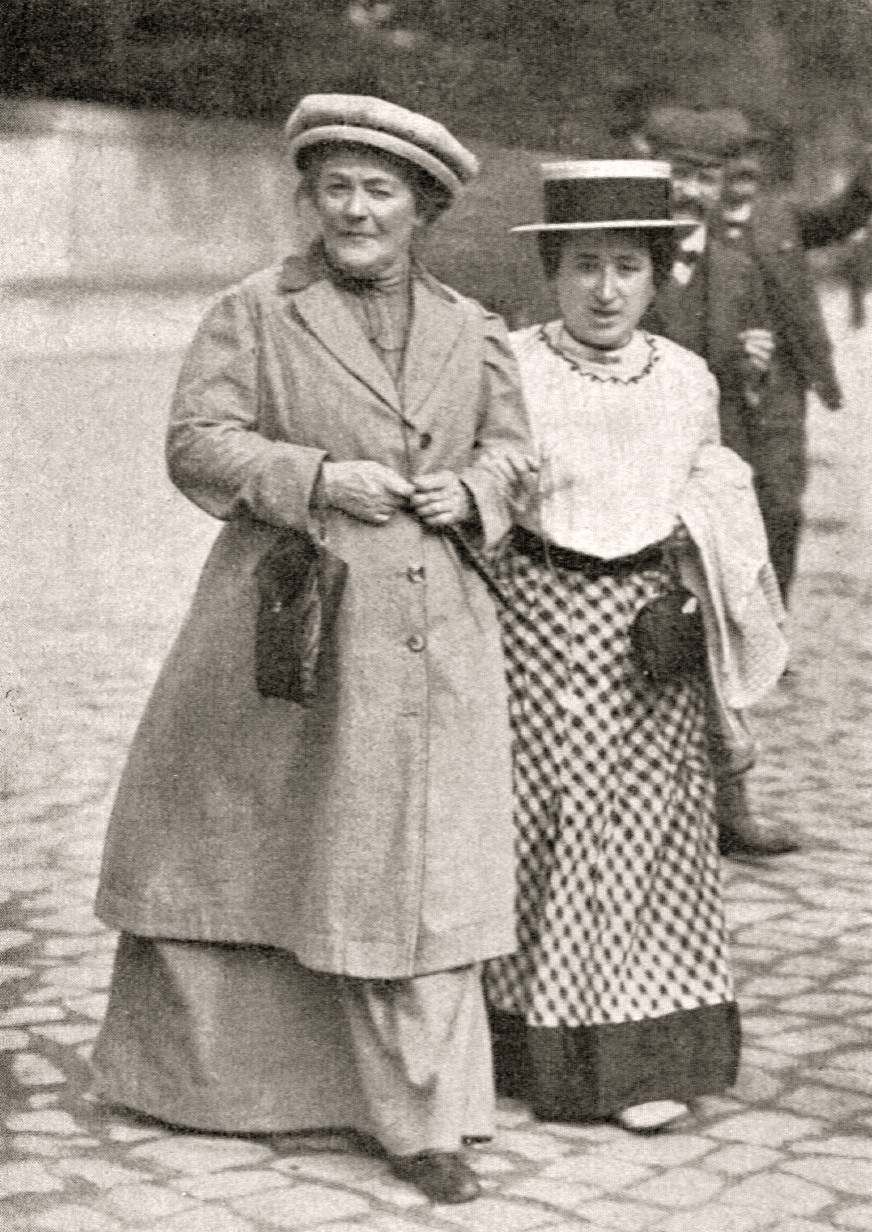
Clara Zetkin (à esquerda) e Rosa Luxemburgo (à direita) em janeiro de 1910

A ideia de criar o Dia das mulheres surgiu entre o final do século XIX e o início do século XX nos Estados Unidos e na Europa, no contexto das lutas feministas por melhores condições de vida e trabalho, e pelo direito de voto. Em 26 de agosto de 1910, durante a Segunda Conferência Internacional das Mulheres Socialistas em Copenhaga, a líder socialista alemã Clara Zetkin propôs a instituição de uma celebração anual das lutas pelos direitos das mulheres trabalhadoras, sem contudo fixar uma data específica.
As celebrações do Dia Internacional das Mulheres ocorreram a partir de 1909 em diferentes dias de fevereiro e março, a depender do país. A primeira celebração deu-se a 28 de fevereiro de 1909 nos Estados Unidos, seguida de manifestações e marchas em outros países europeus nos anos seguintes, usualmente durante a semana de comemorações da Comuna de Paris, no final de março. As manifestações uniam o movimento socialista, que lutava por igualdade de direitos econômicos, sociais e trabalhistas, ao movimento sufragista, que lutava por igualdade de direitos políticos.
No início de 1917, na Rússia, ocorreram manifestações de trabalhadoras por melhores condições de vida e trabalho e contra a entrada da Rússia czarista na Primeira Guerra Mundial. Os protestos foram brutalmente reprimidos, precipitando o início da Revolução de 1917. A data da principal manifestação, 8 de março de 1917 (23 de fevereiro pelo calendário juliano), foi instituída como Dia Internacional da Mulher pelo movimento internacional socialista.
Na década de 1970, o ano de 1975 foi designado pela ONU como o Ano Internacional da Mulher e o dia 8 de março foi adotado como o Dia Internacional da Mulher pelas Nações Unidas, tendo como objetivo lembrar as conquistas sociais, políticas e econômicas das mulheres, independente de divisões nacionais, étnicas, linguísticas, culturais, econômicas ou políticas.

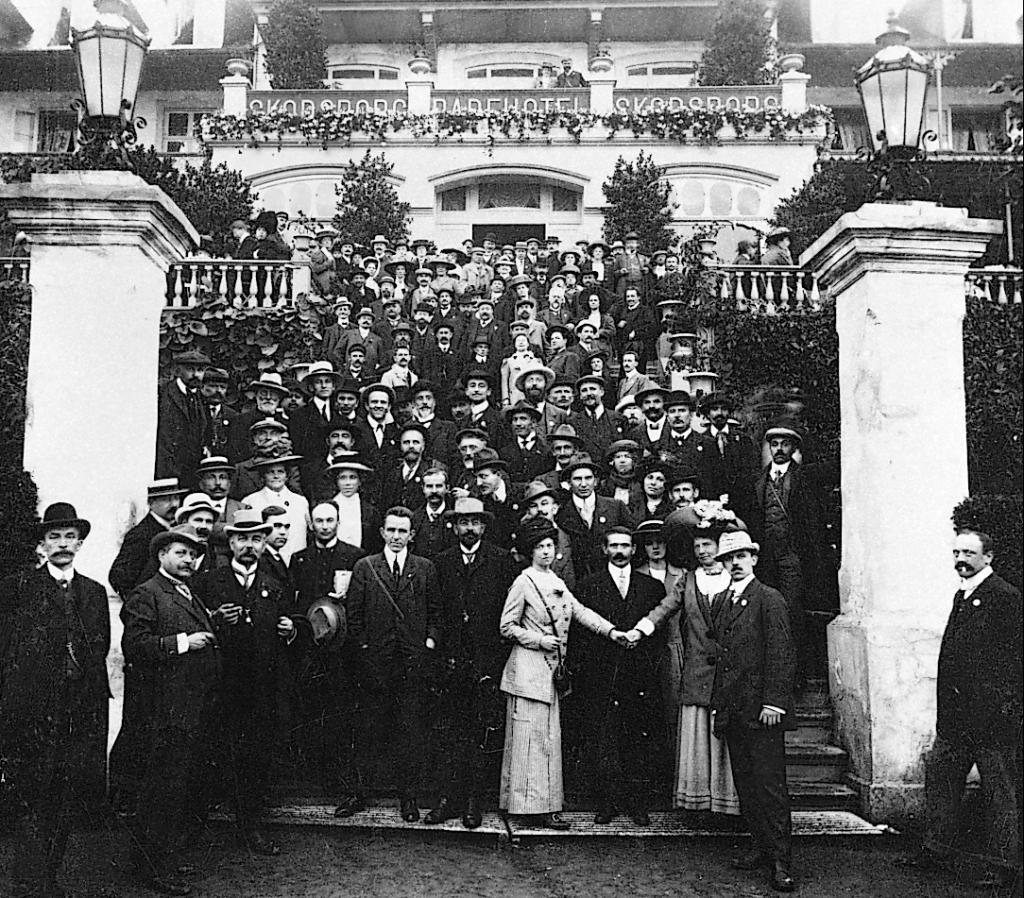
Copenhague, 1910. VIII Congresso da Internacional Socialista: na frente, Alexandra Kollontai e Clara Zetkin.

Sobre a origem de comemoração do Dia Internacional da Mulher não há concordância absoluta diante das múltiplas manifestações de luta de mulheres por todo o mundo. A professora e filósofa socialista estado-unidense Angela Davis cita um evento ocorrido em 1908 em que "as mulheres socialistas do Lower East Side, em Nova York, organizaram uma manifestação de massa em apoio ao sufrágio igualitário, cujo aniversário (do Dia da Mulher) seria comemorado". Mas, o objetivo das manifestações ainda eram lutas dispersas por diversos direitos específicos, e no caso apontado, era o direito das mulheres ao voto nos Estados Unidos.
Após isto uma das primeiras celebrações do dia da mulher foi no dia 28 de fevereiro de 1909 nos Estados Unidos, por iniciativa do Partido Socialista da América, em memória de uma greve, realizada no ano anterior, que mobilizou as operárias na indústria do vestuário de Nova York contra as más condições de trabalho.
Em 1910, ocorreu a primeira conferência internacional de mulheres, em Copenhagen, Dinamarca, dirigida pela Internacional Socialista, quando foi aprovada a proposta, apresentada pela socialista alemã Clara Zetkin, de instituição de um Dia Internacional da Mulher, embora nenhuma data tivesse sido especificada. No ano seguinte, uma comemoração do Dia Internacional da Mulher foi observada no dia 19 de março na Áustria, Dinamarca, Alemanha e Suíça, onde mais de um milhão de homens e mulheres participaram de manifestações que exigiam os direitos de votar e ser votada, de trabalhar, de receber educação vocacional e, também, o fim da discriminação no trabalho.

### Controvérsias sobre as origens
Por muitos anos, associou-se o dia 8 de março à ocorrência de grandes incêndios em fábricas, no início do século, quando dezenas de operárias teriam perecido. O mais conhecido desses incidentes é o incêndio na fábrica da Triangle Shirtwaist, que realmente ocorreu, em 25 de março de 1911, às 5 horas da tarde, e matou 146 trabalhadores: 125 mulheres e 21 homens. A fábrica empregava 600 pessoas, em sua maioria mulheres imigrantes judias e italianas, com idade entre 13 e 23 anos. Uma das consequências da tragédia foi o fortalecimento do Sindicato Internacional de Trabalhadores na Confecção de Roupas de Senhoras, conhecido pela sigla inglesa ILGWU. A acadêmica Eva Blay considera "muito provável que o sacrifício das trabalhadoras da Triangle tenha se incorporado ao imaginário coletivo da luta das mulheres", mas ressalta que "o processo de instituição de um Dia Internacional da Mulher já vinha sendo elaborado pelas socialistas americanas e européias desde algum tempo antes e foi ratificado com a proposta de Clara Zetkin".
Na mesma linha, a historiadora espanhola Ana Isabel Álvarez González explica, no livro As origens e a comemoração do Dia Internacional das Mulheres (publicado em 2010 no Brasil pela editora Expressão Popular), que a origem da data passa ao mesmo tempo pelos Estados Unidos e pela Rússia soviética. A autora, que buscou fontes primárias tanto na historiografia americana quanto na espanhola, confirma que o incêndio da Triangle realmente ocorreu em 1911, no dia 25 de março — e não no dia 8, lembrando que 8 de março de 1911 foi um domingo, data improvável para a deflagração de uma greve. Embora incêndios desse tipo não fossem incomuns à época, González ressalta que o incêndio foi muito significativo para o movimento operário norte-americano e para o movimento feminista. Mas, sozinho, o incidente não explica a origem do Dia Internacional da Mulher.
Além do incêndio da fábrica Triangle, que efetivamente aconteceu, há uma outra história bem parecida, que parece ter sido uma simples invenção. Em 1955, Liliane Kandel e Françoise Picq escreveram, num artigo do jornal L'Humanité, sobre o mito de que a data teria como origem a celebração da luta e da greve de trabalhadoras no setor têxtil de Nova York, em 1857 — as quais teriam sido duramente reprimidas pela polícia ou mortas em um incêndio criminoso na fábrica, conforme as diferentes versões do mito. Não há indícios de que isso tenha ocorrido e, segundo as autoras, tais versões parecem ter sido criadas pela Union des Femmes Françaises, que pretendia converter a comemoração do Dia da Mulher em uma espécie de Dia das Mães, totalmente desprovida de qualquer sentido de luta feminina, tal qual se tornara na URSS e nos países do bloco soviético.

### Relação com a Revolução Russa
"A 23 de fevereiro estavam planejadas ações revolucionárias. Pela manhã, a despeito das diretivas, as operárias têxteis deixaram o trabalho de várias fábricas e enviaram delegadas para solicitarem sustentação da greve. Todas saíram às ruas e a greve foi de massas. Mas não imaginávamos que este ‘dia das mulheres’ viria a inaugurar a revolução."

Leon Trótski
Em 26 de agosto de 1910, durante a Segunda Conferência Internacional das Mulheres Socialistas, realizada na Casa do Povo (Folket Hus), em Copenhagen, Dinamarca, Clara Zetkin propôs a criação de uma jornada anual de protestos em prol dos direitos das mulheres, mas sem fixar uma data específica. A primeira comemoração oficial deu-se em 19 de março de 1911. Em 1915, a militante comunista Alexandra Kollontai organizou uma reunião em Cristiânia, perto de Oslo, contra a guerra. Em 23 de fevereiro de 1917 (8 de março no calendário gregoriano), houve uma greve de trabalhadoras russas do setor de tecelagem. Considerada por Trotski como espontânea e não organizada, a greve teria sido o primeiro momento da Revolução de 1917.

### Após 1945

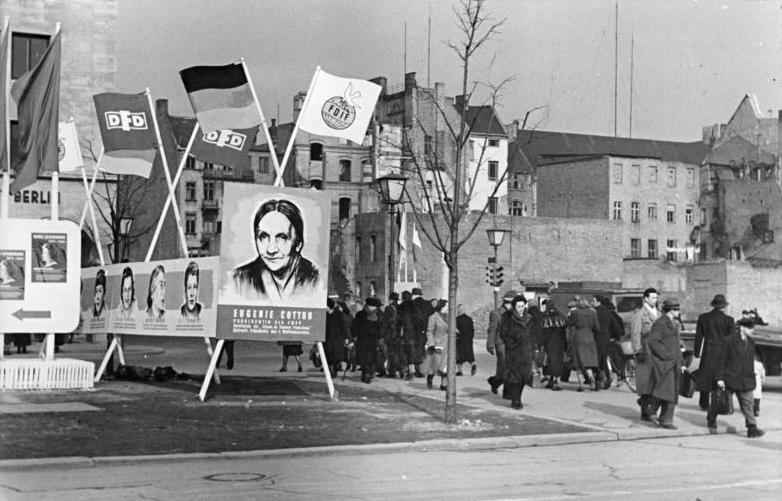
Berlim Oriental, Unter den Linden, (1951). Retratos de líderes da Internationalen Demokratischen Frauen-Föderation (IDFF), na 41ª edição do Dia Internacional da Mulher.

Após 1945, nos países do chamado bloco soviético, a data continuou a ser um feriado comemorado. Na antiga URSS, durante a era Stalin, o Dia Internacional da Mulher tornou-se elemento de propaganda do PCUS. Também era amplamente celebrado nos países do bloco, na Europa Ocidental.
Na Tchecoslováquia, por exemplo, a celebração era apoiada pelo Partido Comunista local. O MDŽ (Mezinárodní den žen, "Dia Internacional da Mulher" em checo) era também usado como instrumento de propaganda, visando convencer as mulheres de que o partido realmente levava em consideração as necessidades femininas ao formular políticas sociais. Gradativamente, a celebração ritualística do Dia Internacional da Mulher tornou-se estereotipada. A cada dia 8 de março, as mulheres recebiam uma flor ou um pequeno presente do chefe. A data foi ganhando um caráter de paródia e acabou sendo ridicularizada até mesmo no cinema e na televisão, de modo que o propósito original da celebração se perdeu completamente. Após o colapso da União Soviética, o MDŽ foi rapidamente abandonado como mais um símbolo do antigo regime. Mas o dia permanece como feriado oficial, na Rússia, Bielorrússia, Macedônia do Norte, Moldávia e Ucrânia.
No resto do Ocidente, o Dia Internacional da Mulher foi comemorado durante as décadas de 1910 e 1920. Posteriormente, a data caiu no esquecimento e só foi recuperada pelo movimento feminista, já na década de 1960.

### Resgate da data

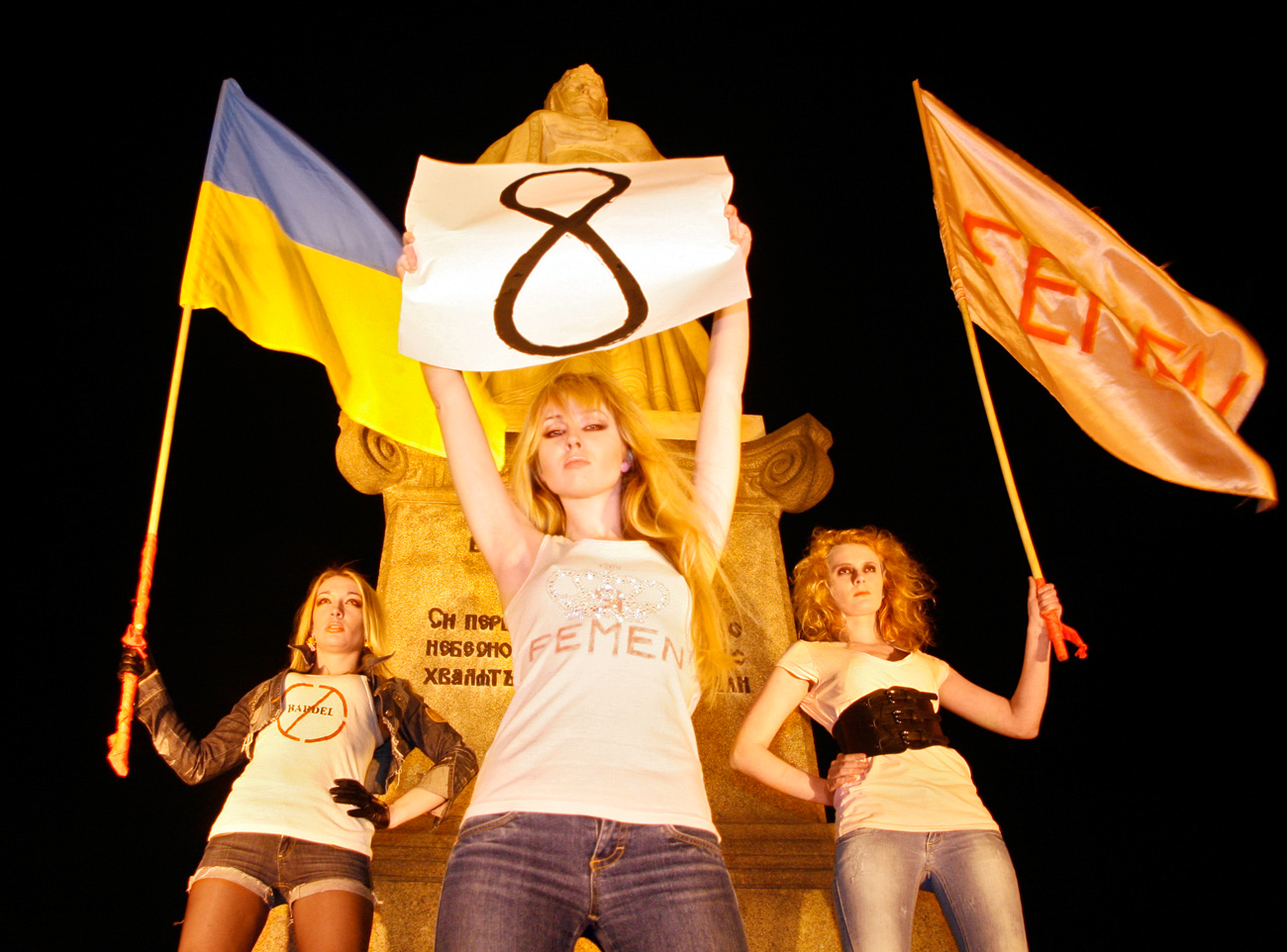
Protesto do grupo feminista FEMEN contra a exploração sexual das mulheres ucranianas, em 8 de março de 2010.

Já na década de 1970, o ano de 1975 foi designado pela ONU como o Ano Internacional da Mulher, e o dia 8 de março foi adotado como o Dia Internacional da Mulher pelas Nações Unidas, com a finalidade de lembrar as conquistas sociais, políticas e econômicas das mulheres, independentemente de divisões nacionais, étnicas, linguísticas, culturais, econômicas ou políticas.
Em 2008, a ONU lançou a campanha “As Mulheres Fazem a Notícia”, destinada a estimular a igualdade de gênero na comunicação social mundial. Na atualidade, porém, considera-se que a celebração do Dia Internacional da Mulher tenha tido o seu sentido original parcialmente diluído, adquirindo frequentemente um caráter festivo e comercial, como o hábito de empregadores distribuírem rosas vermelhas ou pequenos mimos entre as suas empregadas — ação que em nada evoca o espírito das manifestantes russas do 8 de março de 1917.